# Gosling Emacs
Gosling Emacs, ook bekend onder de naam Gosmacs, was een teksteditor uit de Emacs-familie. Gosmacs was geschreven in C door James Gosling en was in 1981, het jaar van de eerste uitgave, de eerste Emacs-teksteditor die draaide op Unix. Verder werkte het programma ook op VMS en op de IBM-PC.
De uitbreidingstaal van Gosmacs was Mocklisp, een scripttaal met de oppervlakkige syntaxis van Lisp, maar zonder de capaciteiten van die taal. De laatste versie van Gosling Emacs werd uitgegeven in het jaar 1983.

## Opbouw
Gosling Emacs gebruikt de architectuur van Multics Emacs gecombineerd met de scripttaal (interpreter) Mocklisp met routines van laag niveau om het gebruik van de tekstfuncties te verbeteren. Deze interpreter maakt echter geen gebruik van de datastructuren uit Lisp. Mocklisp wordt voornamelijk gebruikt als een krachtige interpreter voor strings (teksten), getallen en andere bijzonderheden zoals formules.

## Relatie met GNU Emacs
Richard Stallman hergebruikte in de eerste versie van GNU Emacs een deel van de broncode van Gosling Emacs, omdat deze toen volledig vrij beschikbaar was zonder beperkingen. Dit werd echter opgeheven toen UniPress Gosmacs overkocht. In versie 16.56 van GNU Emacs werd dan ook alle broncode van Gosmacs verwijderd op verzoek van UniPress. Unipress bracht een commerciële variant uit van Gosmacs onder de naam Unipress Emacs.